# Serafim (Lade)

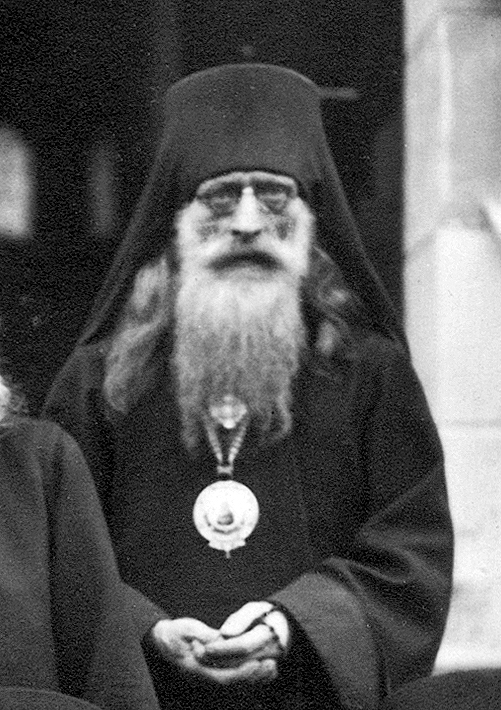
Serafim em 1934, quando bispo de Potsdam ou Tegel

Serafim, de nome secular Karl Georg Albert Lade (Leipzig, 1883 - Munique, 1950) foi um bispo ortodoxo alemão.

## Biografia
Karl Georg Albert Lade nasceu em Leipzig em 1883, em uma família luterana. Converteu-se ao cristianismo ortodoxo em 1904, graduou-se na Academia Teológica de São Petersburgo em 1907, quando foi ordenado presbítero para servir na catedral de Novograd-Volynski. Continuou seus estudos, de 1912 a 1916, na Academia Teológica de Moscou. Passou a servir na Carcóvia, em cujo seminário ensinou alemão. Durante a Guerra Civil Russa, foi capelão do Exército Branco de 1919 a 1920. Enviuvado, recebeu a tonsura monástica e o nome de Serafim. Em 1927, foi consagrado bispo de Zmiiv e Akhtyrski por Pimen Pegov, bispo renovacionista da Carcóvia.
Em 1930, retornou para a República de Weimar, sendo recebido na Igreja Ortodoxa Russa Fora da Rússia com permissão pessoal do Metropolita Antônio (Khrapovitski), em dignidade episcopal, embora as fontes divirjam sobre se teria sido aceito como bispo de Potsdam ou de Tegel. Foi reitor paroquial em Viena por um tempo até ser eleito Bispo de Berlim em 1938, mesmo ano em que adquiriu jurisdição sobre os fiéis da Tchecoslováquia ocupada, a pedido de seu próprio bispo da Igreja Ortodoxa Sérvia, São Gorasdo de Praga, que temia que seu rebanho sofresse pelas ligações com a Iugoslávia. Serafim foi elevado em 1939 a Arcebispo de Berlim e da Alemanha, no mesmo ano chegando a ter comando sobre os fiéis da Polônia invadida, embora em 1940 a autoridade da Igreja Ortodoxa Polonesa tenha sido restaurada após Dionísio de Varsóvia jurar lealdade a Adolf Hitler. A partir de 1942, comandou o distrito da Europa Central da Igreja Ortodoxa Russa Fora da Rússia. Faleceu em 1950, em Berlim.

## Cooperação com o nazismo
A relação de Serafim com a Alemanha Nazista foi complexa e ambígua, sendo descrita por Gregorz Pelica como "moderadamente leal". Sua biografia demonstra ao menos um momento de tensão com o regime, quando se recusou, em 1942, a emitir qualquer nota de repúdio a São Gorasdo de Praga, preso e torturado pelos nazistas por suposta associação com a resistência tchecoslovaca.